# 之字運動

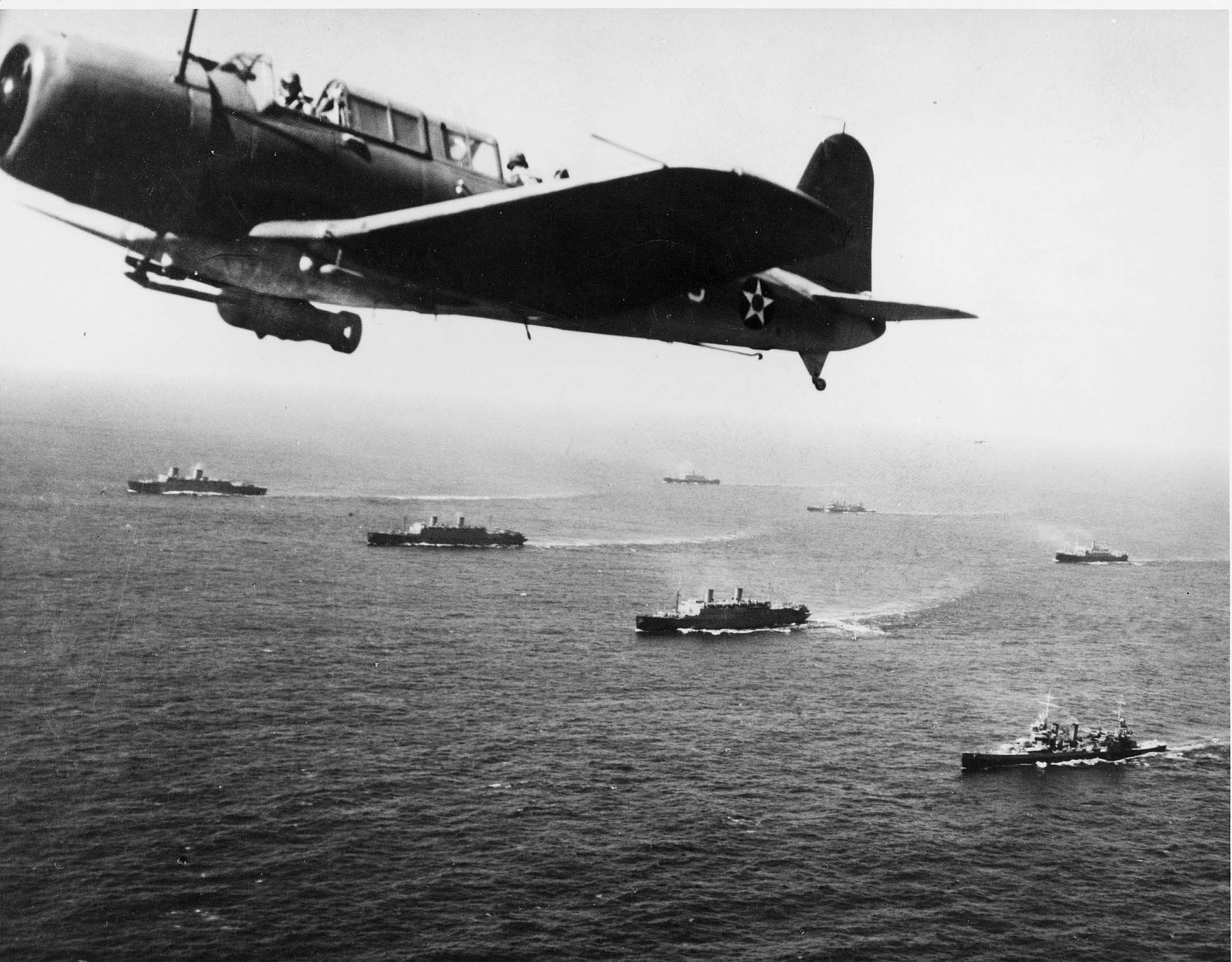
第二次世界大戦中、一斉に針路変更をする対潜警戒航行中のWS-12船団のアメリカ艦船（1941年）

之字運動（のじうんどう）とは、艦船が漢字の「之」の字を描くように短時間内で針路を変化させてジグザグに進行する航行方法のことである。ジグザグ航行ともいう。

## 効果と弊害
戦時中において、主に敵潜水艦の魚雷攻撃を避けるために行われる。潜水艦が航行中の艦船に対して魚雷攻撃を行う際には、目標の距離・速力・針路から未来位置を予測して、魚雷を発射する。第二次世界大戦頃までの潜水艦は、潜望鏡による光学観測や低性能のソナーなどの限られた観測手段しか持たなかったため、観測精度を高めて魚雷の命中率を上げるためには時間をかけて継続的に測的する必要があった。之字運動は、短時間に針路を変更することで、潜水艦による測的をある程度妨害することができ、特に不規則に之字運動を実施すると効果的である。また、第二次世界大戦頃までの潜水艦の水中航行速度は低速であったため、目標船を射撃可能な位置に移動することは簡単ではなかったところ、之字運動による針路変更は潜水艦が射点につくことをより困難にする効果もあった。
ただし、複数の潜水艦による狼群戦術で攻撃された場合、第一撃を回避しても他方向からの第二撃を回避することは難しく、絶対的な効果はない。大型低速船の場合には回頭に時間がかかるため、之字運動の実施には限度がある。不規則な之字運動のほうが効果的であるが、艦隊や護送船団で編隊航行する場合、衝突を避けるためにはあらかじめ定めたパターンで規則的に実行しなければならなかった。
之字運動の弊害として、護送船団を組みながら複雑な之字運動を実施することは、衝突の危険が大きく、乗員の精神的負担が重かった。また、直進した場合に比べると航行距離が長くなるので、進行方向に対する移動速度が低下し、目的地到着に時間がかかってしまう。日本海軍の例では、基準速力8ノットの護送船団が之字運動を実施すると、移動速度は6ノット以下に低下したという。

## 歴史
潜水艦の脅威が現実化した第一次世界大戦時に、対潜戦術として広く用いられるようになった。ドイツのUボートによる攻撃に対抗するため、連合国軍では護送船団方式を導入したが、船団航行でも之字運動が行われた。1917年頃に用いられたのは、編隊航行に不慣れな商船でも可能なように、例えば10分間隔で一斉に15度左右交互に変針する単純な航行パターンで、変針の都度に信号を出さず規定の時間が経過すれば一斉に変針する方式であった。軍艦でも之字運動は行われたが、1916年8月19日にイギリス軽巡洋艦「ファルマス」が約23ノットの高速で之字運動をしていたにもかかわらずドイツ潜水艦に撃沈されるなど、完璧な防御ではなかった。
第二次世界大戦期の日本においては、『船団運動規程』により商船が用いる之字運動のルールが定められていた。「A法」「B法」など18種以上のパターンがあった。しかし制式之字運動のパターンは米海軍に解読されており、効果は半減していた。
なお船長によっては独航の際に制式之字運動から外れ無秩序な航路を設定する者もおり、この場合には魚雷を見事躱すことに成功している。